# Casten Nemra
Casten Nemra, né le 29 juillet 1971 à Kwajalein, est un homme politique marshallais, président de la république des Îles Marshall du 11 au 28 janvier 2016.

## Biographie
Après avoir passé huit ans comme secrétaire en chef auprès de trois gouvernements successifs, Casten Nemra est élu membre du Parlement comme représentant de Jaluit lors des élections du 16 novembre 2015.
Le 4 janvier 2016, il est élu président de la République par ce même Parlement en obtenant 17 voix contre 16 à son adversaire Alvin Jacklick, un vétéran de la politique marshallaise. Installé dans ses fonctions le 11 janvier, il devient à seulement 44 ans le plus jeune président de la République de l'histoire de l'archipel micronésien.
Le 26 janvier suivant, il est renversé lors d'un vote du Parlement deux semaines après son investiture. Il s'agit de la présidence la plus courte de l'histoire marshallaise. Le lendemain, le Parlement élit Hilda Heine pour lui succéder.